# Hemer
Hemer település Németországban, azon belül Észak-Rajna-Vesztfália tartományban. Lakosainak száma 33 916 fő (2023. december 31.). Hemer Iserlohn, Menden (Sauerland), Balve, Neuenrade és Altena községekkel határos.

## Fekvése
Arnsbergtől nyugatra fekvő település.

## Története
Hemer nevét 1072-ben a kölni érsek említette először egy rendházzal kapcsolatos dokumentumban.
A 14. században a település Hedemer néven volt említve, nevének mai Hemer elnevezése 1538-ból való.  1350-ben Iserlohn, erődített város megvédését szolgálta. A mai Hemer falu csak az 1970-es években alakult ki Alsó és Felső Hemer összekapcsolódásával.
A fennmaradt adatok szerint már 950-ben bányászat folyt Hemerben. Az itteni, viszonylag magas  (60%) vastartalmú vasércet már a 13. században használták vasgyártásra kohók. A fémfeldolgozó ipar, különösen a vezetékes ágazat, már a 16. században létrejött itt, melyet először vízenergia céljára használtak. 1567-ben Vesztfália első papírmalma Hemerben működött, és körülbelül ugyanez idő tájt alakult ki a bányászat is.
1567-ben a reformáció idején szinte az egész egyházközség protestáns lett. 
A harmincéves háború ideje körül többször is pestis pusztított, majd 1620-ban, 1623 és 1626-tól 1624-ben ismét nagy pestisjárványok voltak.

## Galéria

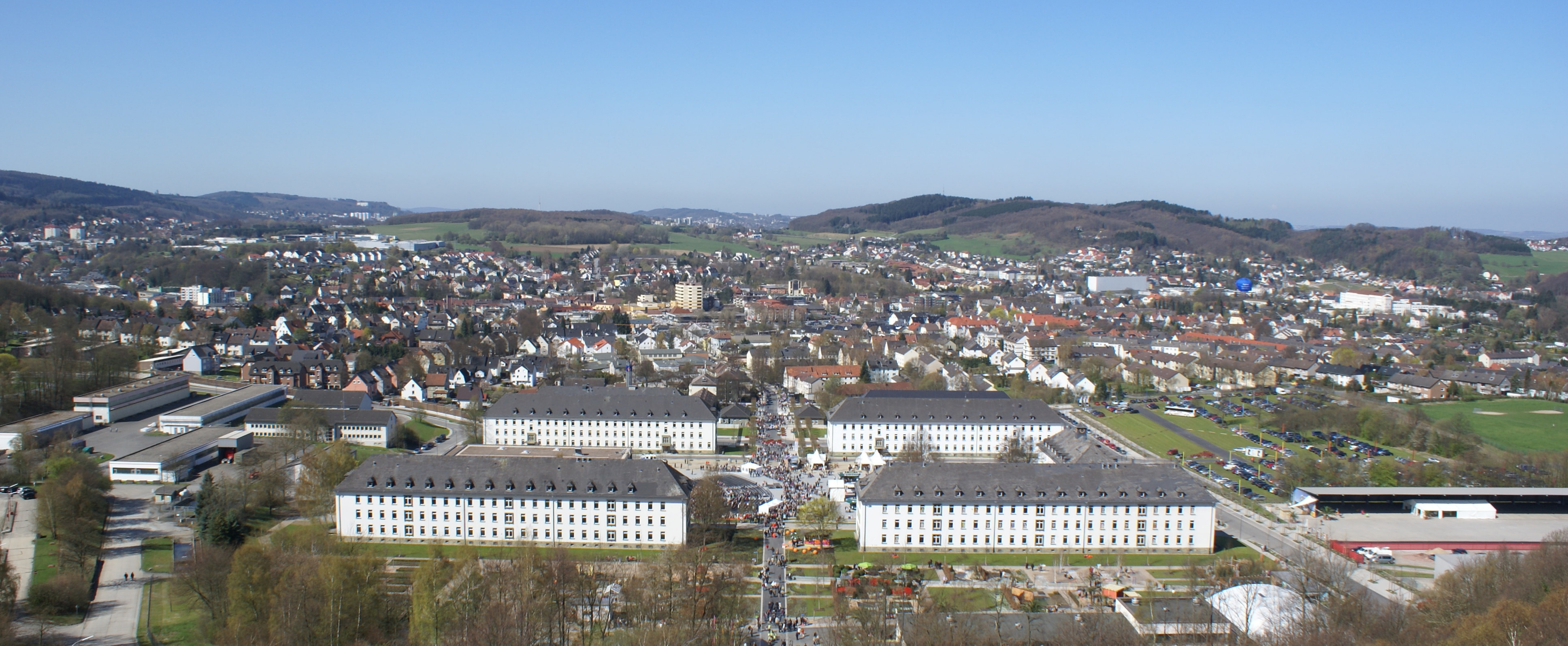
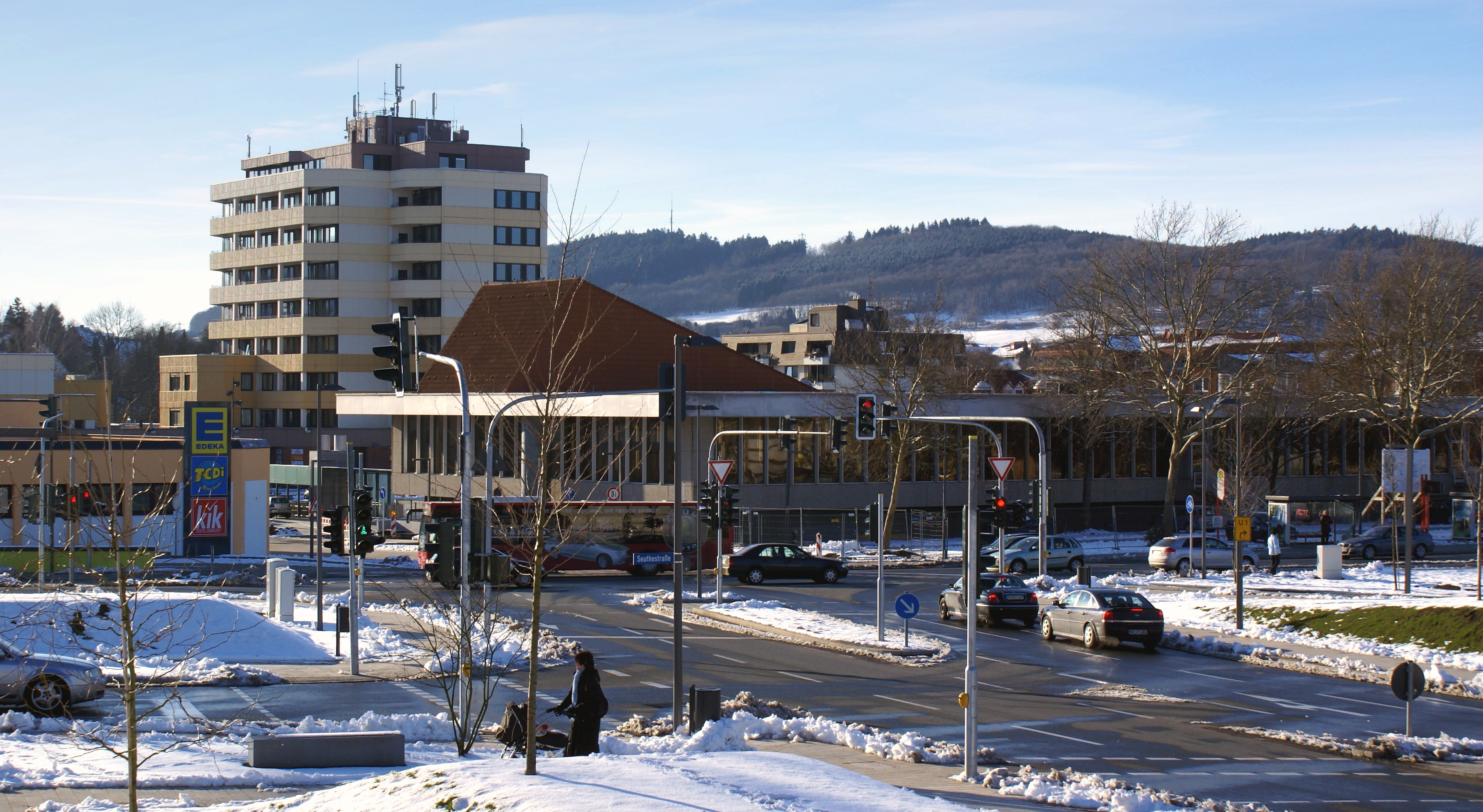
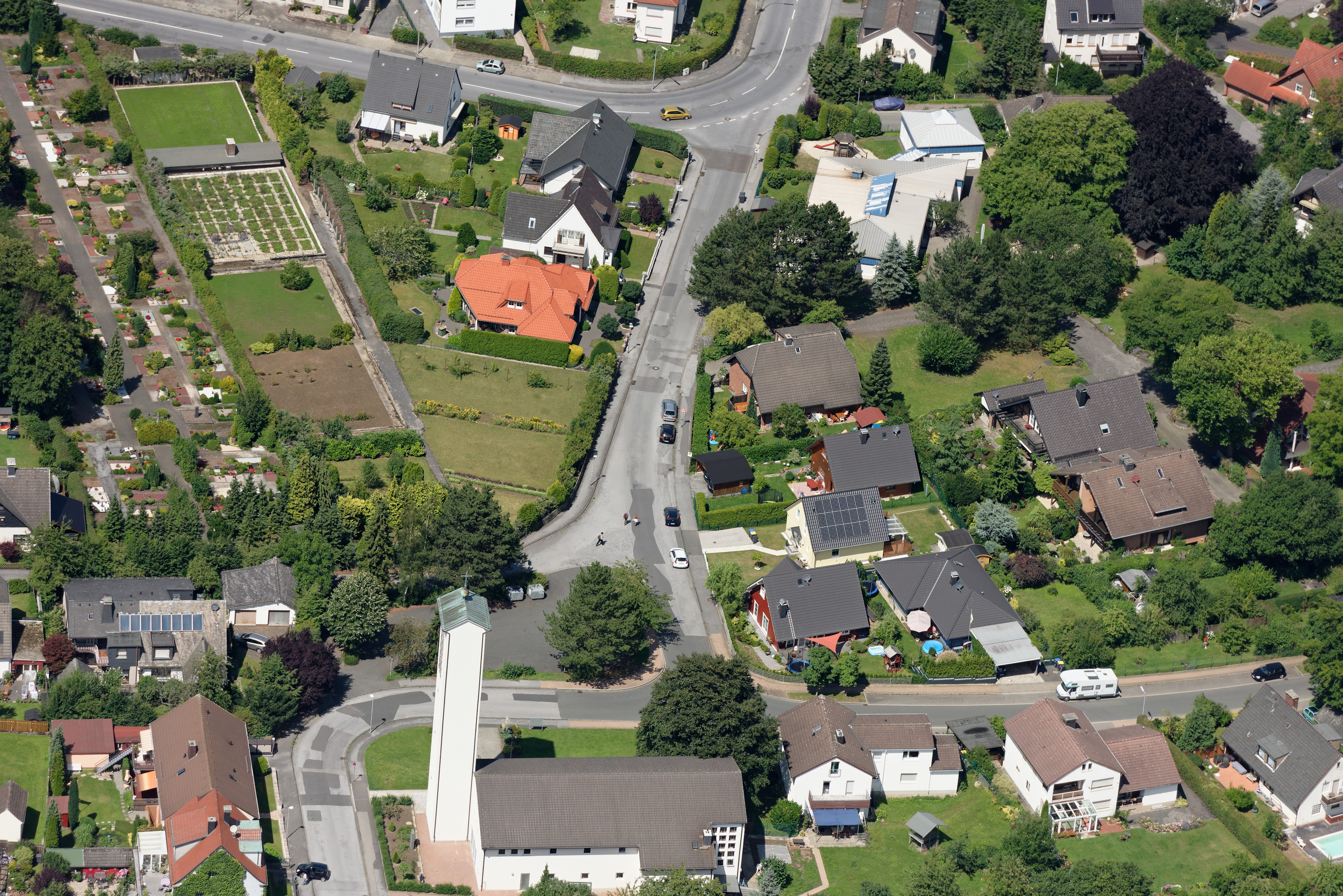
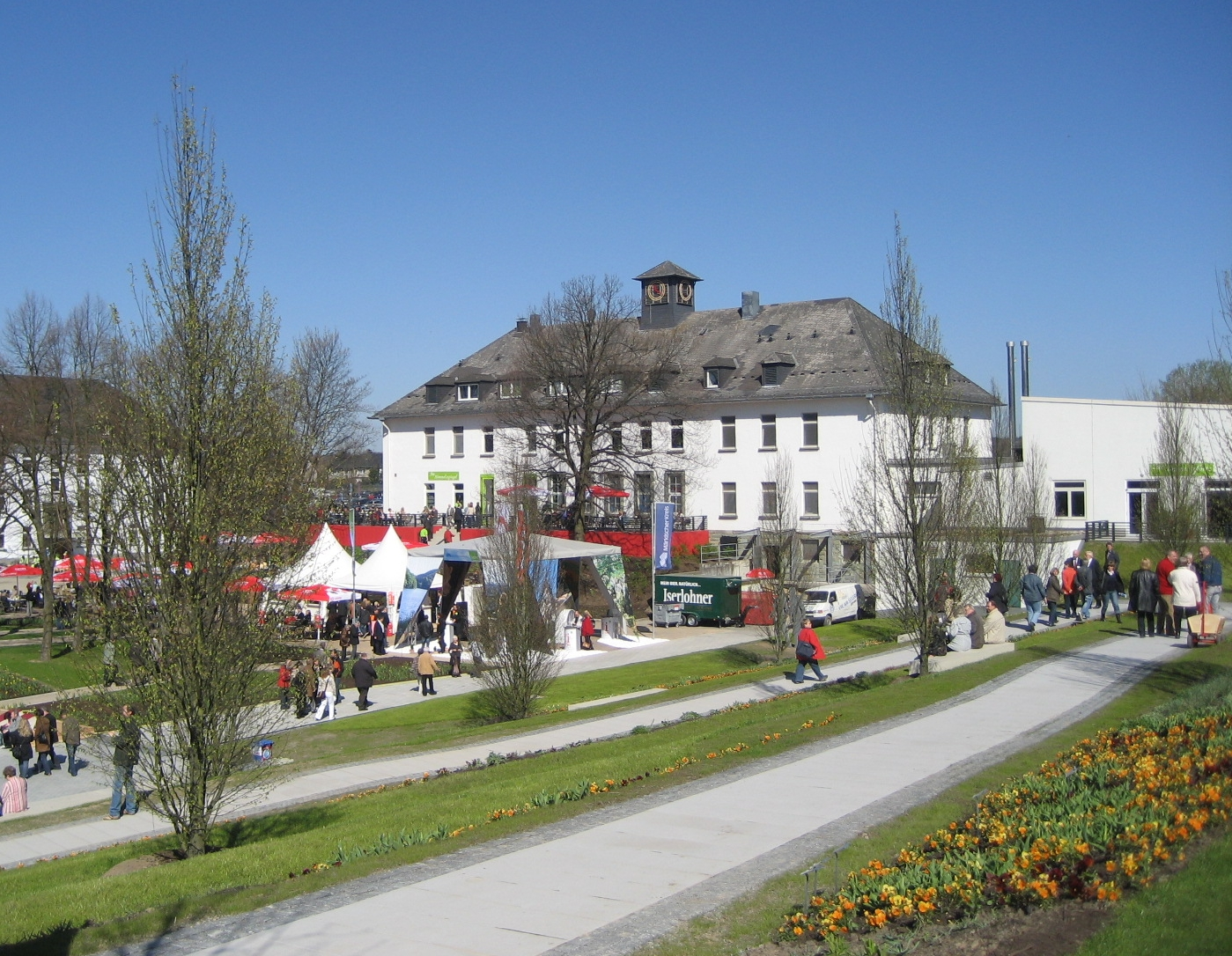
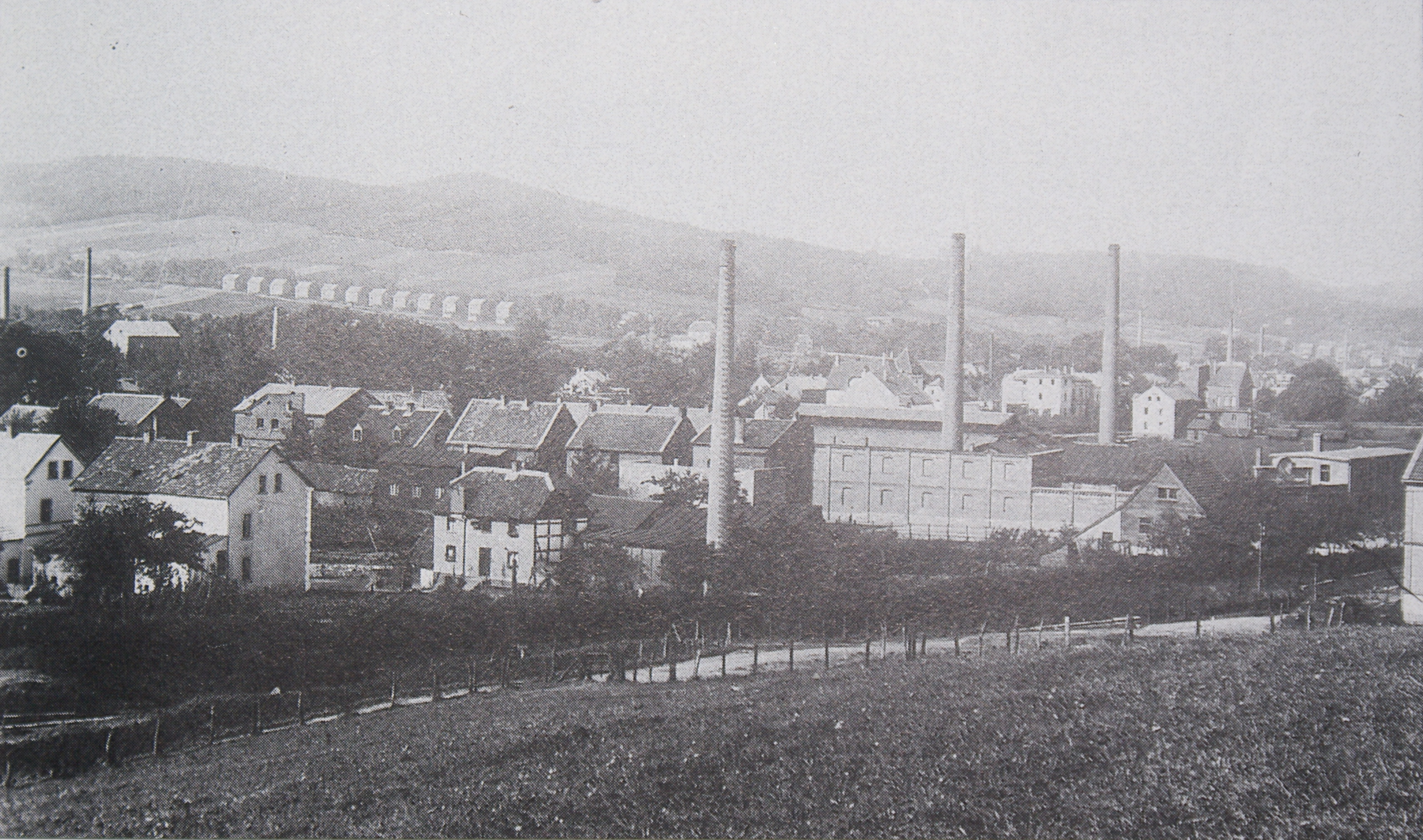
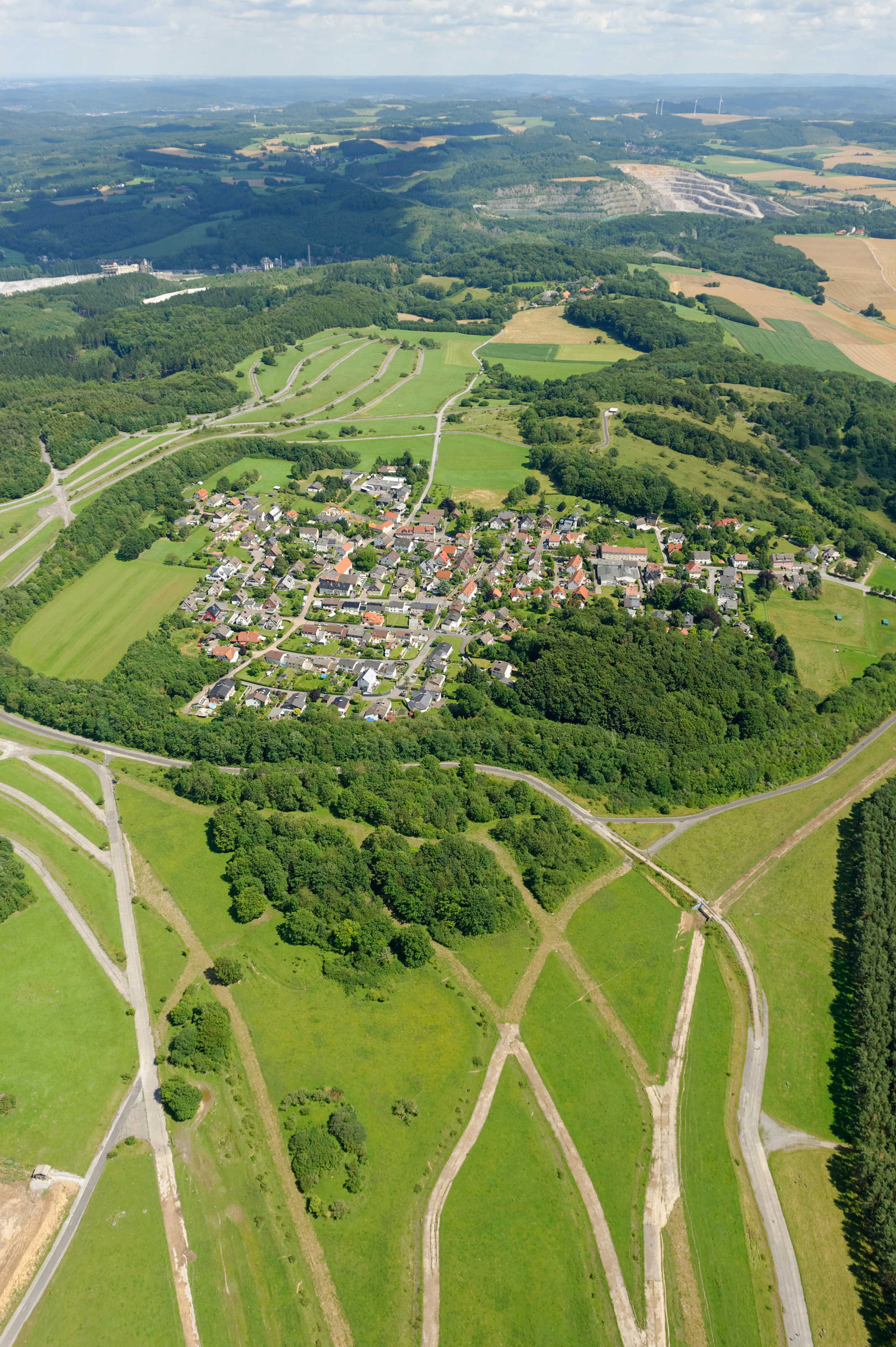

## Népesség
A település népességének változása:
| Lakosok száma | 33 496 | 37 584 | 33 535 | 34 016 | 34 080 | 33 708 | 34 024 | 33 916 |
|               | 1975   | 2010   | 2015   | 2017   | 2019   | 2021   | 2022   | 2023   |